# SN 2010cs
SN 2010cs – supernowa typu Ia odkryta 12 maja 2010 roku w galaktyce M+03-38-20. W momencie odkrycia miała maksymalną jasność 19,60m.